# Floyd Roland

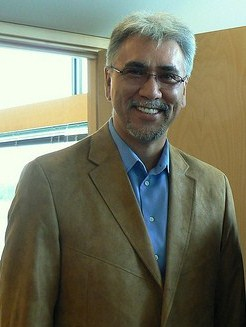
Floyd Roland

Floyd Roland (* 23. November 1961 in Inuvik) ist ein kanadischer Politiker und Mechaniker. Er war vom 17. Oktober 2007 bis 26. Oktober 2011 Premierminister der Nordwest-Territorien.
Nach seiner Schulzeit ließ sich Roland an Fachhochschulen in Calgary und Edmonton zum Automechaniker ausbilden und übte diesen Beruf in den Nordwest-Territorien aus. Zu Beginn der 1990er-Jahre wurde er in den Stadtrat von Inuvik gewählt und war 1994/95 Vizebürgermeister dieser Gemeinde. Daneben war er Vorsitzender des Komitees der Jäger und Trapper von Inuvik, Präsident der Tourismusbehörde und Trainer einer lokalen Eishockey-Mannschaft.
Im Oktober 1995 wurde Roland in die Legislativversammlung der Nordwest-Territorien gewählt. Ab 1999 war er Präsident der Parlamentskommission für wirtschaftliche Entwicklung. Ab 2003 war er als Vizepremier für die Bereiche Finanzen, Gesundheit, Sozialhilfe, öffentliche Bauten, Personal und Infrastruktur zuständig. Am 17. Oktober 2007 wählten ihn die übrigen Parlamentsmitglieder zum neuen Premierminister (in den Nordwest-Territorien gibt es keine Parteien, sondern nur unabhängige Politiker).